# روبرت بلاك (معلم موسيقى)
روبرت بلاك (بالإنجليزية: Robert Black)‏ هو معلم موسيقى أمريكي، ولد في 16 مارس 1956.

## وصلات خارجية
- روبرت بلاك على موقع ميوزك برينز (الإنجليزية)
- روبرت بلاك على موقع ديسكوغز (الإنجليزية)